# 鈴木義司
鈴木 義司（すずき よしじ、1928年〈昭和3年〉9月26日 - 2004年〈平成16年〉7月17日）は、日本の漫画家。
代表作は読売新聞夕刊に1966年6月22日より2004年7月2日まで、新聞連載としては当時歴代歴代2位となる38年間、合計1万1240話にわたって長期連載された『サンワリ君』。勲等は勲四等。

## 略歴
東京市赤坂区（のちの東京都港区）で酒屋と質屋を兼業する商家に生まれ、川崎市大師河原（現：川崎区）に育つ。少年時代は漫画に興味がなく、1989年の毎日新聞のインタビューに答えた時点では「のらくろも冒険ダン吉もそれほど読んだことがない」という。旧制神奈川県立川崎中学校（神奈川県立川崎高等学校の前身）を経て旧制東京都立理工専門学校（東京都立大学の前身）卒業。
日本鋼管への入社が決まりかけていたが、結核が発見されたため就職を断念。自宅で療養生活を送る中、川崎駅前にあった「アメリカ文化センター」で読んだ『ニューヨーカー』誌を通じて、スタインバーグなどの当時最先端の米国の漫画に触発され、自分で漫画を描き、それを雑誌に「片っ端から」「募集していない雑誌にまで」投稿し始める。本人曰く「名前をかえて3枚送ったら1、2、3位を独占した」と豪語するほどの採用率を誇り、若手投稿家の中で存在を知られるようになる。このころ『モダン日本』の吉行淳之介に「君は十分、プロになれる」と才能を認められ、自信をつけている。1950年、鈴木は数人の投稿家仲間で「漫画エポック」を結成し、東京・神田錦町に事務所を構えた。メンバーの1人に、のちに演芸作家に転身した織田正吉がいたほか、女優の山岡久乃がグループのマネージャー（電話番）となった。
1953年、『夕刊フクニチ』における時事漫画の連載でプロデビューを果たす。週刊誌の創刊ブームに乗って多数の連載を抱えるうち、「大衆性というか、読売の体質にひかれて」「読売新聞の夕刊に描きたい」という目標を定める。その念願は『サンワリ君』で達成された。
1962年11月に漫画家のグループ「漫画集団」に加入。晩年にはその代表をつとめた。2004年7月17日午後2時45分、悪性リンパ腫のため東京都港区内の病院で死去した。75歳没。

### 受賞・叙勲歴
- 1969年 文藝春秋漫画賞
- 1996年 紫綬褒章
- 2002年 日本漫画家協会賞大賞[1]
- 2003年 勲四等旭日小綬章

## 人物と活動

### 作風と創作姿勢
生前は東京・原宿に仕事場を構えていた。たびたび近所の竹下通りにたむろする若者たちを観察し、時事風刺のヒントを得ていたという。
ギャグのアイデアを生む独自のメソッドを持っていることを公言し、それを「からくり」と称していたが、そのプロセスを生前誰にも明かさなかった。
新聞連載の極意として「カゼをひかないこと」「二日酔いしないこと」「一般の人たちと同じように朝起きて新聞を読み、昼のニュースを見る」という3点をあげている。
「いいものを取り入れるにはえらい努力が必要だが、悪いものにはすぐ影響される」「これで通用するのなら楽だ、と。どうしても楽な方に走りますから」として、同業者の漫画作品にはほとんど目を通さなかった。

### 『お笑いマンガ道場』
1976年より1994年まで放送された長寿番組、『お笑いマンガ道場』（中京テレビ制作）に出演。常に蝶ネクタイ姿で出て、共演者の富永一朗に「空き地の土管に住んでいる痩せこけた貧乏人」「アホウドリ」（実在のそれではない。首だけ鈴木の架空の鳥）「ミノムシ・ケムシ」とこき下ろされる一方、逆に自身を「頻繁にお札のばら撒きをする富豪」として描き富永を「恵まれないデブ」「お化けナマコ」「サンショウウオ」「タラバカガニ」とこき下ろし、そのやりとりで人気を博した。
実際には、鈴木と富永は互いに盟友と公言する数十年来の友人であり、『マンガ道場』開始時に本人が富永を誘って出演することになったため、鈴木が亡くなった時、富永は「元気になったらまた一緒に『マンガ道場』でもやろうぜと言ってたのに…」と号泣した。鈴木は富永とともに、紫綬褒章と勲四等旭日小綬章を受章している。
2021年10月、中京テレビが「マンガ道場」の過去分をWEB配信する計画にあたって、鈴木の権利者の所在が不明になっている事を公表した。最終的に著作権法第103条において準用する同法第67条の規定に基づく文化庁長官の裁定による著作権者不明等の場合における著作物の利用制度により配信が実現した。

### 原子力発電広報活動と、それにまつわる批判
鈴木は1970年前後から、長く電気事業連合会（電事連）の新聞広告を描いたほか、東京電力のパンフレットにおけるカットやイラスト、通商産業省立地センターの『暮らしとエネルギー』誌で原発についての肯定的なルポルタージュ漫画を描くなど、20年以上にわたって電力産業、とりわけ原子力発電所関係の仕事をおこなった。また、「漫画集団」系列の代理店「漫画社」から、原発推進キャンペーン用の無料パンフレット『鈴木義司の原子力発電を考える』を発行した。
反原発の立場から漫画家の立場を問う告発記事を連載した漫画雑誌『COMIC BOX』によれば、鈴木は漫画界における原子力発電広報の中心的人物であったという。鈴木は「漫画社」として請け負った原発広報の仕事を、富永一朗、園山俊二、馬場のぼる、やなせたかしら漫画家仲間に声をかけ、年間150万円の看板料で描いてもらったという。旧制専門学校卒で「物理的思考ができる」と自負する鈴木は、同誌のインタビューに応じ、事故を起こしたチェルノブイリ原子力発電所と日本の原発の構造は違うために大事故は起こらない、爆発することも放射性物質が外に漏れることもないと断言し、「広告の仕事をしなければ食っていけない」「（広瀬隆について）データが全部インチキ」と発言している。

## 連載作品
- ダウちゃん（東京新聞）[2]
- ここはうるさい三丁目（産経新聞）[2]
- サンワリ君（読売新聞夕刊）[1][2]
- コーフンカンゲキ全集（週刊現代）[2]
- ケロリコちゃん（週刊文春）[2]
- キザッペ（週刊漫画サンデー）[1][2]
- 義司の週間絵日記（週刊漫画TIMES）[1][2]
- 今週の義司（週刊文春）
- ペエペエのペエスケ[1]
- 直角おやじ
- 三つのくせのものがたり
- 縮緬雑魚（ちりめんじゃこ）の休日（正論） - エッセイ
- このほか、公明新聞にも一コマ漫画を連載していた。
- 広告連載漫画として、宝くじ高額当せんエピソード漫画「ハッピーさん」があり、作品が東京都宝くじの券面にも使用されていた。

## テレビアニメ
- われらサラリーマン党（1970年、ピー・プロダクション、フジテレビ）

## その他の作品
- サッポロ一番 東京ラーメンこれだね（サンヨー食品） - パッケージイラスト

## テレビ番組出演
- お笑いマンガ道場（中京テレビ製作・日本テレビ系ほか全国放送番組）